# نيكون دي 5100
نيكون دي 5100 (بالإنجليزية: Nikon D5100)‏ كاميرا احترافية من إنتاج شركة نيكون 16.2 ميجا بيكسل وقد طرحت في السوق في أبريل 2011.
1. ↑  "معلومات عن نيكون دي 5100 على موقع babelnet.org". babelnet.org. مؤرشف من الأصل في 2020-11-10.